# Босиљка Крајачић
Босиљка Беба Крајачић (Нови Сад, 1913 — Београд, 29. мај 1979) била је Народноослободилачка борба и друштвено-политичка радница СФР Југославије.

## Биографија
Рођена је 1913. у Новом Саду. Потом је живела у Загребу, где је радила као приватна намештеница. Од 1932. учествовала је у револуционарном радничком покрету, а 1935. примљена је у чланство тада илегалне Комунистичке партије Југославије (КПЈ).
Радила је у илегалној техници Централног комитета СКОЈ у Загребу, а од 1936. била је члан Покрајинског комитета СКОЈ за Хравстку. Била је активна у револуционарним и синдикалним организацијама — Женском покрету; Савезу банковних, осигуравајућих, трговачких и индустријских чиновника; Сељачком колу и др. Од 1938. радила је на споецијалним задацима, у Комитету за помоћ југословенским добровољцима у Шпанији и Комисији за рад са женама при ЦК КП Храватске. Била је члан редакције листа Женског свијета.
Током 1940. радила је у издавачком предузећу и књижари „Култура” у Загребу, где је активно радила на издавању легалне партијске штампе. Октобра 1940. учествовала је у техничким припремама и раду земаљске конференције КПЈ, одржане у Дубрави, код Загреба.
Након окупације Југославије, 1941. прикљчила се Народноослободилачком покрету (НОП) и илегално деловала у окупираном Загребу, где је обављала курирске послове. Сарађивала је и у партијској техници ЦК КП Југославије и ЦК КП Хрватске. Ухапшена је крајем 1941. од стране усташке полиције.
После успешних преговора око размене заробљеника, између партизана и Немаца, Ванда се нашла у групи партијских радника који су септембра 1942. замењени за заробљене немачке авијатичаре. После ослобађања из логора дошла је на ослобођену територију Бихаћке републике, где је децембра 1942. учествовала у Првој земаљској конференцији Антифашистичког фронта жена Југославије (АФЖ).
Током рата политички је делована у Славонији и Лици. Децембра 1942. именована је за секретара Обласног одбора АФЖ за Славонију, а потом је била и члан Обласног комитета КПХ за Славонију. Током 1943. радила је на организацији Антифашистичког фронта жена у околини Крапине. Октобра 1943. изабрана је за члана Централног одбора АФЖ Југославије, а 1944. за члана Главног одбора АФЖ Хрватске. Била је члан редакције листа Жена у борби, органа АФЖ Хрватске.
Након ослобођења, радила је у Београду у Агитпропу Градског комитета КПС за Београд и била члан Централног одбора АФЖ. Од 1947. радила је у Југословенској књизи, где је дуги низ година била генерални директор.
Умрла је 29. маја 1979. на Војномедицинској академији у Београду. Сахрањена је у Алеји заслужних грађана на Новом гробљу.
Носилац је Партизанске споменице 1941. и других југословенских одликовања међу којима су — Орден заслуга за народ првог реда, Орден братства и јединства првог реда, Орден рада са златним венцем, Орден за храброст и др.